# Vérteslovas

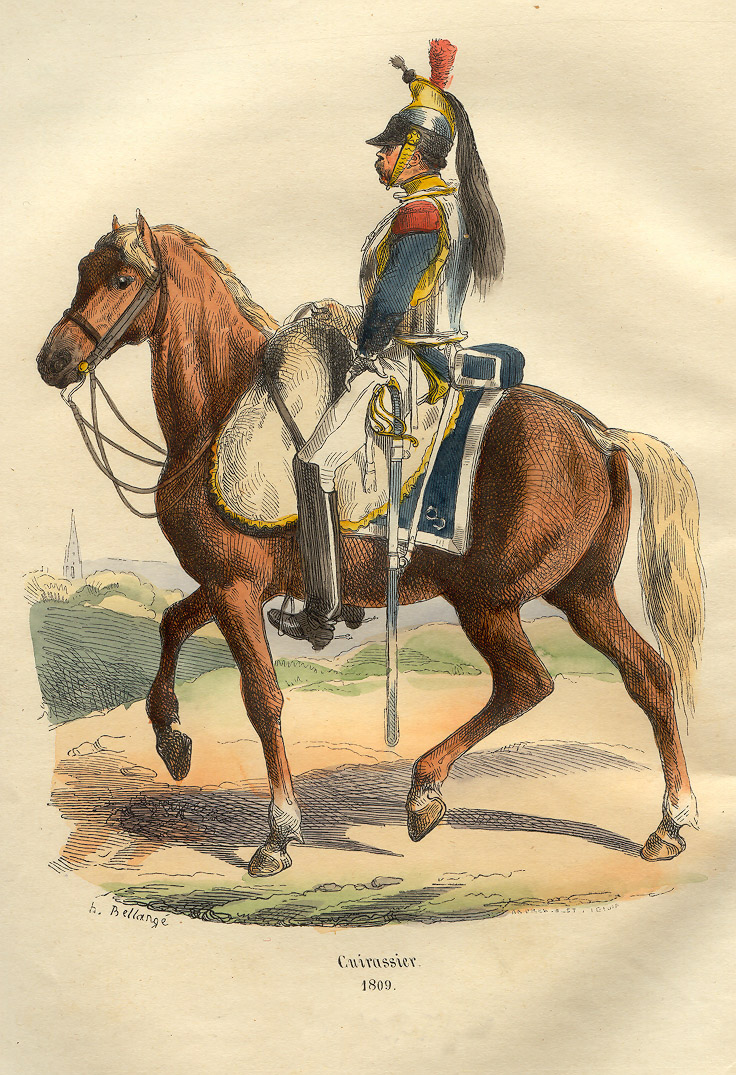
Francia vérteslovas (1809)

A vérteslovasok vagy vértesek, vasasok, kürasszírok (franciául cuirassier, németül Kürassiere) lőfegyverrel és karddal felszerelt nehézlovas fegyvernem volt, amely a 15. században jelent meg először. Nevüket a mellvértjükről (franciául cuirass) kapták. A 17. századtól páncélként már csak a mellvértet és sisakot viseltek. Jelentős szerepet játszottak a napóleoni kor háborúiban, de az első világháború kezdetén (akárcsak a többi lovas fegyvernem) elvesztették jelentőségüket. Ma díszőrségként, ceremoniális alkalmakkor találkozhatunk vérteslovasokkal, bizonyos országokban.

## 16-17. század

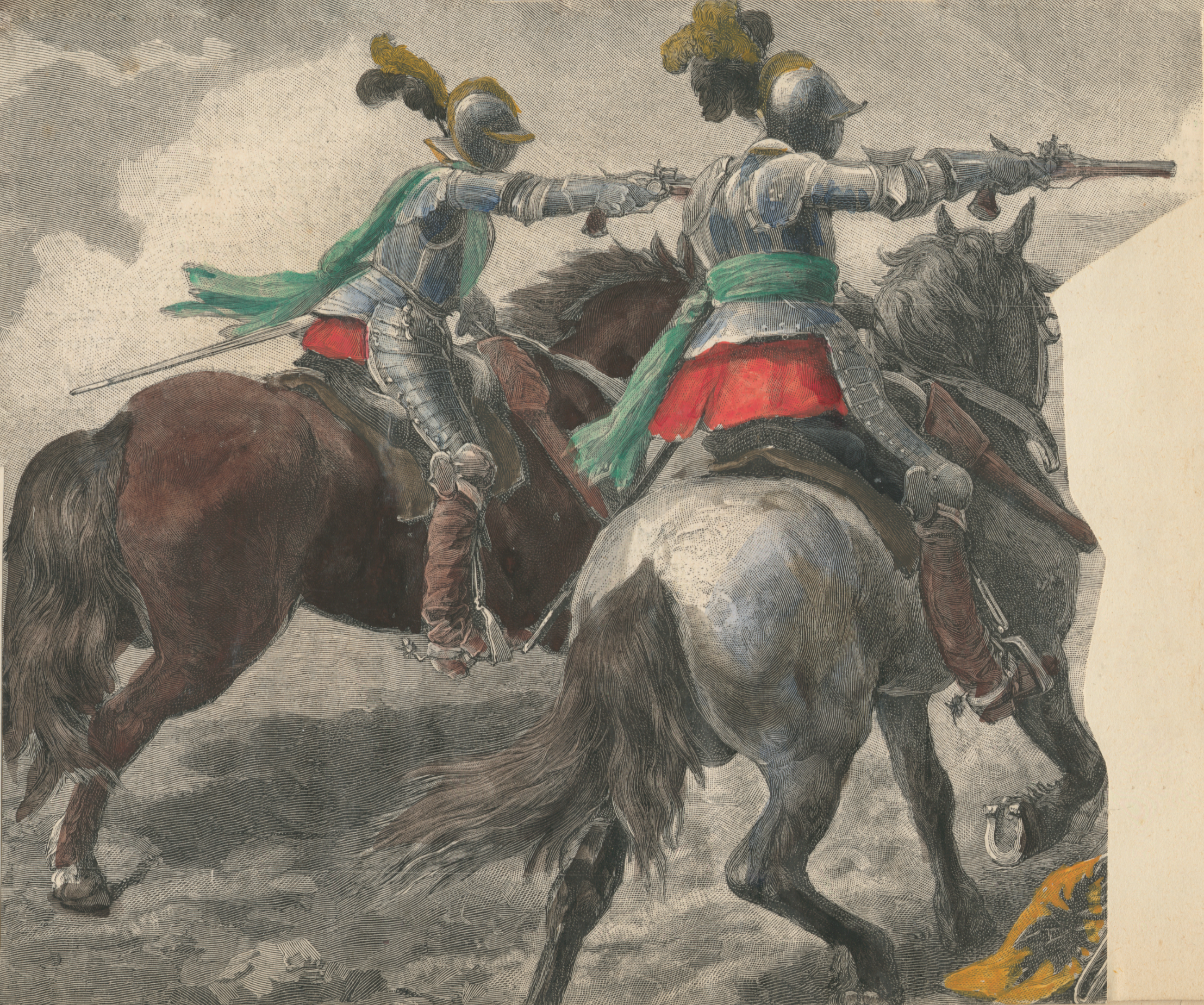
Gottfried Heinrich zu Pappenheim vérteslovasai

Az első vérteslovasok a középkori páncélos katonák felszerelését viselték: felsőtestet és combot takaró vértet és sisakot, amelyhez váll-, kar- és könyökvért is tartozott. A páncélkesztyű az esetek többségében elmaradt, főleg a jobb kézen, amelynek a pisztoly töltésének finom műveletét kellett végeznie. Elsődleges fegyverzetük a nyeregben tartott egy pár pisztoly volt, amelyet kard, esetleg fokos egészített ki. A lovat nem páncélozták.
Ez a felszerelés igen drága volt; pl. Angliában 1629-ben egy vérteslovast 4 fontból és 10 shillingből tudtak felszerelni, míg egy rövid muskétával (arquebus-szel) felfegyverzett könnyűlovast már egy fontból és hat shillingből ki lehetett állítani.
A 16. század második felében a lovagok hosszú kopjája kiment a divatból, feltehetően a hosszú pikákkal felszerelt gyalogság elterjedése miatt. Kopja helyett a nehézlovasok pisztolyokkal, esetleg rövid karabéllyal fegyverkeztek fel (német nyelvterületen ezt a típust "schwarze reiternek" hívták).

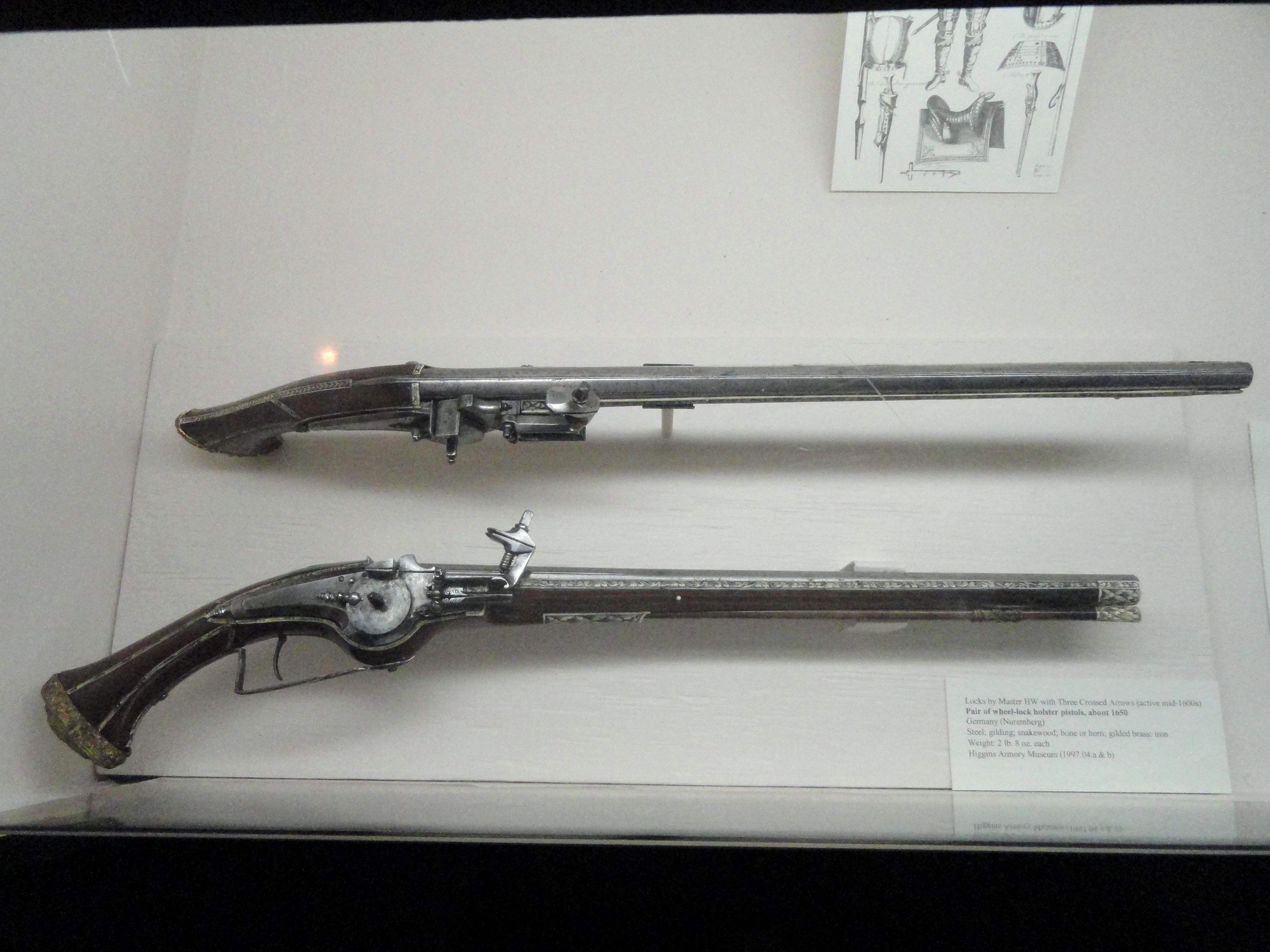
Nürnbergi gyártmányú lovaspisztolyok (kb. 1650)

A tűzfegyverekkel felszerelt lovasság számára kifejlesztették az ún. caracolla taktikát, ahol a lovas kilőtte pisztolyait az ellenségre, majd hátrébb húzódva átadta helyét társának, aki közben újratöltött. A módszer azonban nem volt túl hatékony, mert a hosszú muskétákkal felfegyverzett gyalogosok nagyobb tűzerővel bírtak és a lovasok nagyobb célpontot nyújtottak. A svéd II. Gusztáv Adolf ezért az 1620-30-as években visszatért a közelharcos nehézlovasság gondolatához: katonáinak elsődleges fegyvere a kard lett és fő funkciója az, hogy rohammal szétzilálja az ellenség sorait.
Az angol polgárháborúban csak két vérteslovas-ezredet állítottak fel, Robert Devereux essexi gróf testőrségét és a "Londoni homárokat". A teljes vértezet jelentősége lecsökkent, mert a gyalogság muskétái már képesek voltak átlőni ezeket. A könnyebb mozgás miatt a 18. század elejére a nehézlovasok már csak mell- és hátvértet öltöttek.

## 18-19. század

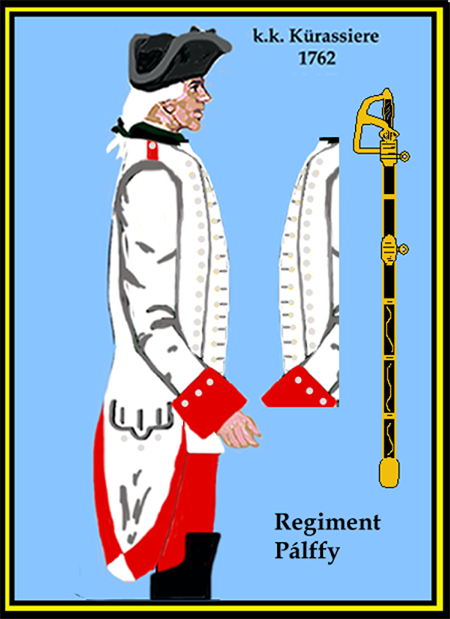
A Pálffy-vértesezred egyenruhája 1762-ben

A vért használata rapszodikus volt a 18. század folyamán: pl. a spanyol örökösödési háborúban a brit lovasság eleinte nem viselt páncélt, később azonban ismét használatba vette a mell- és hátvérteket. A vérteslovasok az osztrák és a Nagy Frigyes-féle porosz hadsereg integráns részét képezték. Az 1768 és 1802 (amikor számukat lecsökkentették) között fennálló 12 osztrák vérteslovas-ezred csak mellvértet hordott. Így a katonára és a lóra nehezedő súly csökkent, viszont a közelharcban védtelenül hagyta a lovas hátát.
1700 és 1785 között a nehézlovasok elsősorban háromszögletű kalapot hordtak, ami a század végére kétcsúcsú kalappá módosult. A 19. század eleső évtizedeire a kalapot sisak (bronzzal erősített bőrsisak, illetve a franciáknál acélsisak) váltotta fel.
A napóleoni háborúk idején a vérteslovasok újra reneszánszukat élték; a francia császár a cuirassier-ezredek számát egyről tizenhatra növelte, amit még kiegészített két karabélyos lovasezred is. Erre válaszul a többi európai hatalom is felelevenítette a vérteslovas fegyvernemet (bár az osztrákoknál mindvégig megmaradtak). Az oroszok két teljes hadosztálynyi nehézlovast állítottak fel, míg Poroszország két, Szászország három, Vesztfália két, Spanyolország és a Varsói Nagyhercegség egy-egy ezredet. A briteknél három lovasezrednél vezették be a mellvértet a napóleoni háborúk kezdetén, de használatára csatában nem került sor.
1848-ban az osztrák Császári-Királyi Hadsereg (Kaiserlich-Königliche Armee) állományában 8 vértes ezred szolgált. Ezek mindegyike 6-6 századból állt, századonként 177 fővel, az ezredek 2-2 százados osztályokra oszlottak, amelyeket az őket vezénylő törzstisztekről ezredesi, alezredesi és őrnagyi osztálynak neveztek. Háború esetén minden ezred felállított egy 193 főből álló tartalék századot. Az egyes vértes ezredek létszáma kb. 1270 fő.
A vértesek általában a lovasság elitjének számítottak, a középkori lovagok afféle modernebb változatának: "nagydarab férfiak nagydarab lovakon". Miután a napóleoni háborúkban bebizonyították hatékonyságukat, az európai nagyhatalmak végig a 19. század során hadrendben tartották őket (bár Ausztria 1868-ban leszerelte vértesezredeit). Európán kívül Randzsit Szingh, a Szikh Birodalom alapítója állított fel két ezredet, francia minta alapján az 1830-as években. A négyszáz katona mellvértjeit Franciaországból hozatta, míg sisakjaikat és egyenruhájukat helyi mesteremberek készítették.

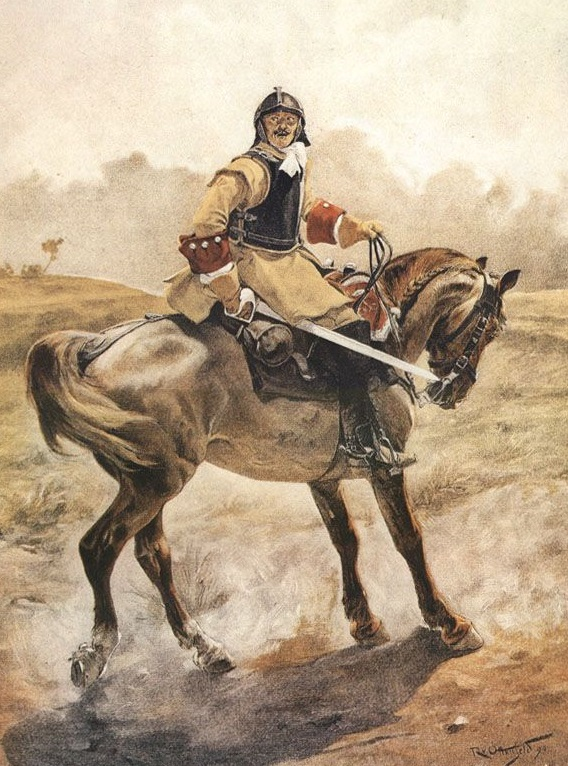
Osztrák vértes 1705 tájáról, zischäge típusú sisakkal
Osztrák császári-királyi vértes 1793-ban, háromszögletű, vaspántokkal megerősített kalapban
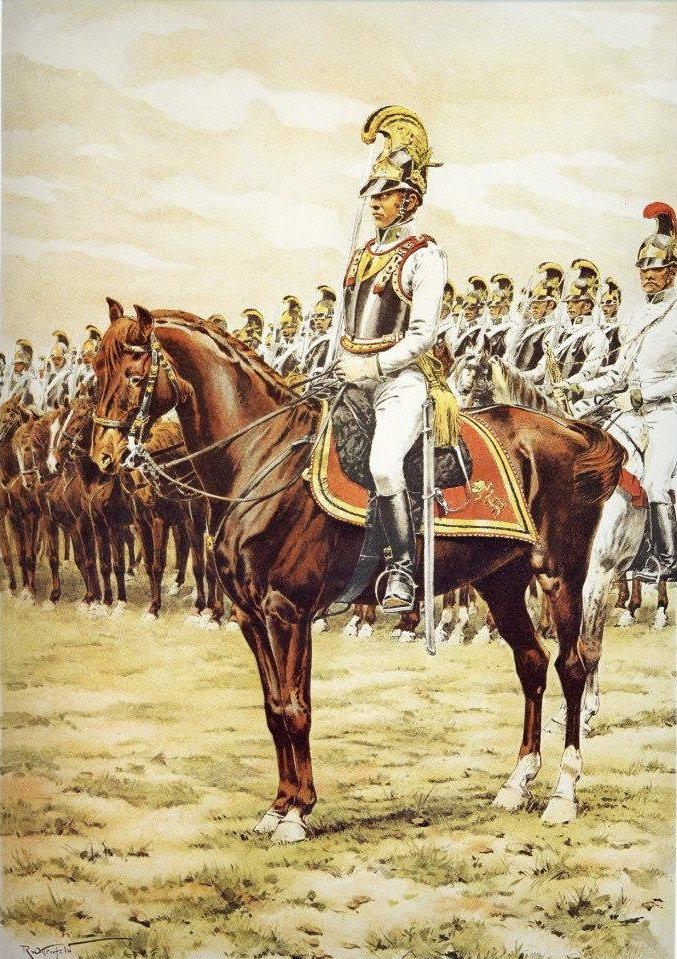
Osztrák császári-királyi vértesek (k.k. Kürassiere) 1820 táján, tarajos sisakban
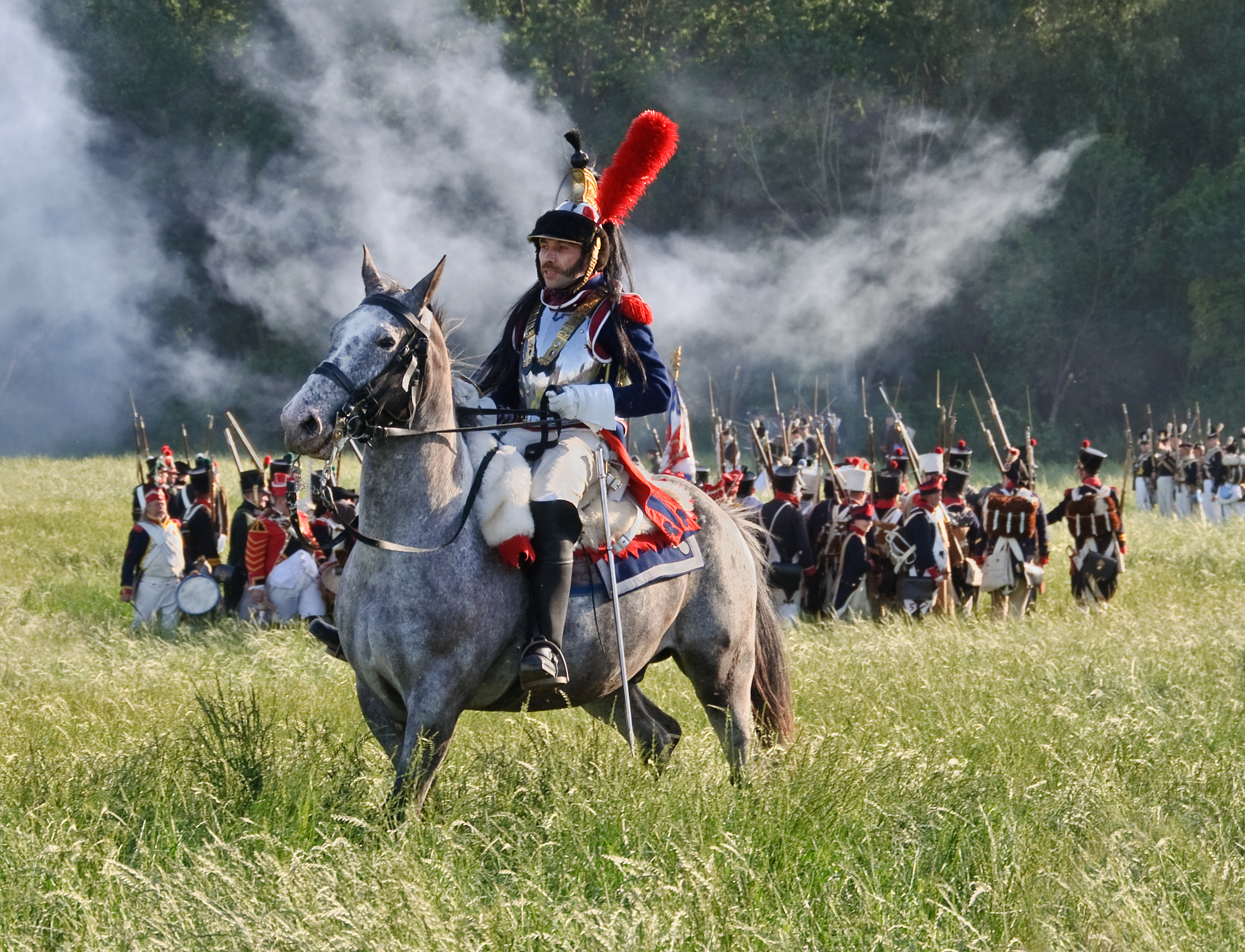
Napóleon vértese a waterlooi csata 2011-es újrajátszásán
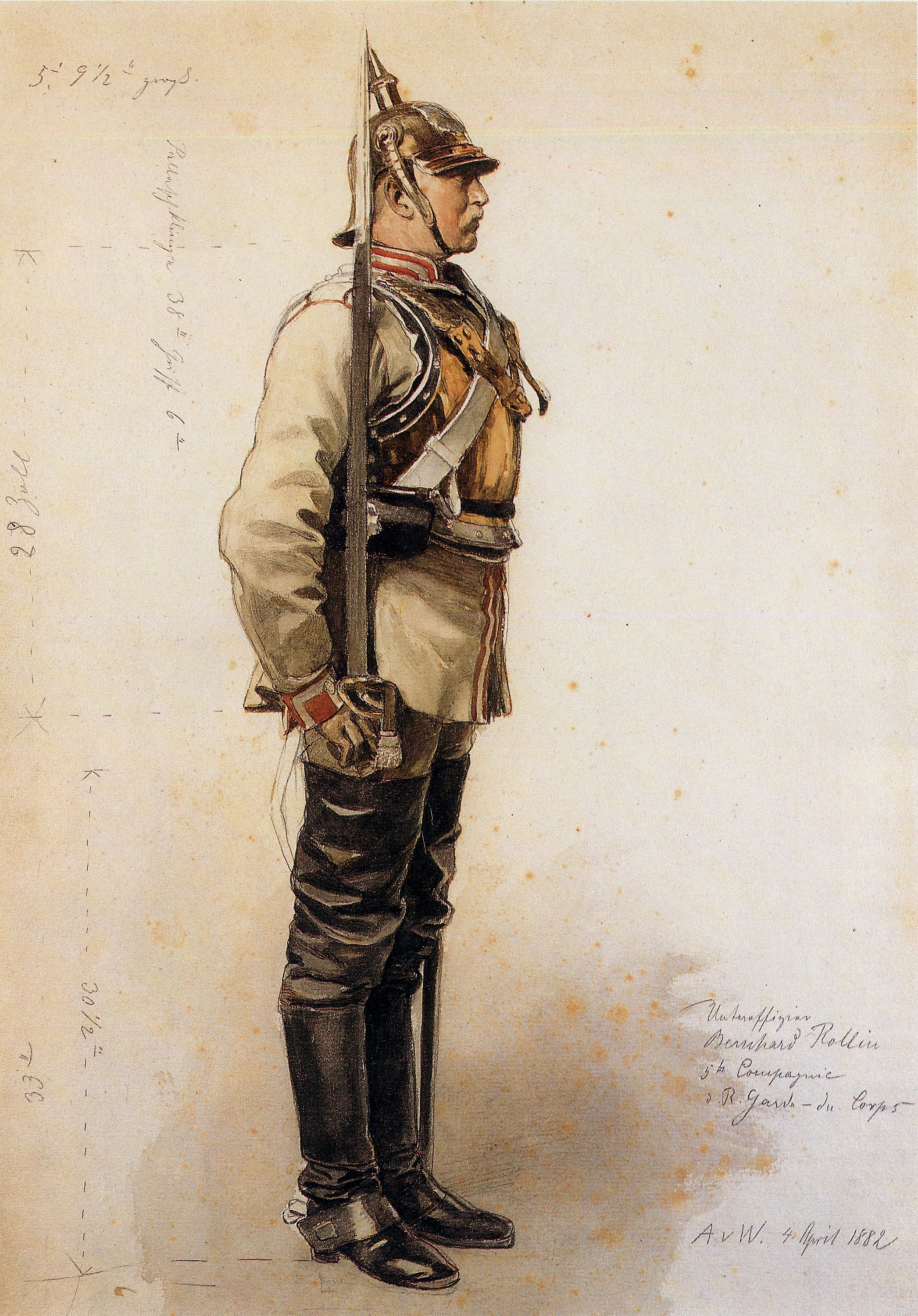
Porosz vértes az 1870-1871-es francia-porosz háború idején, pickelhaube típusú sisakban
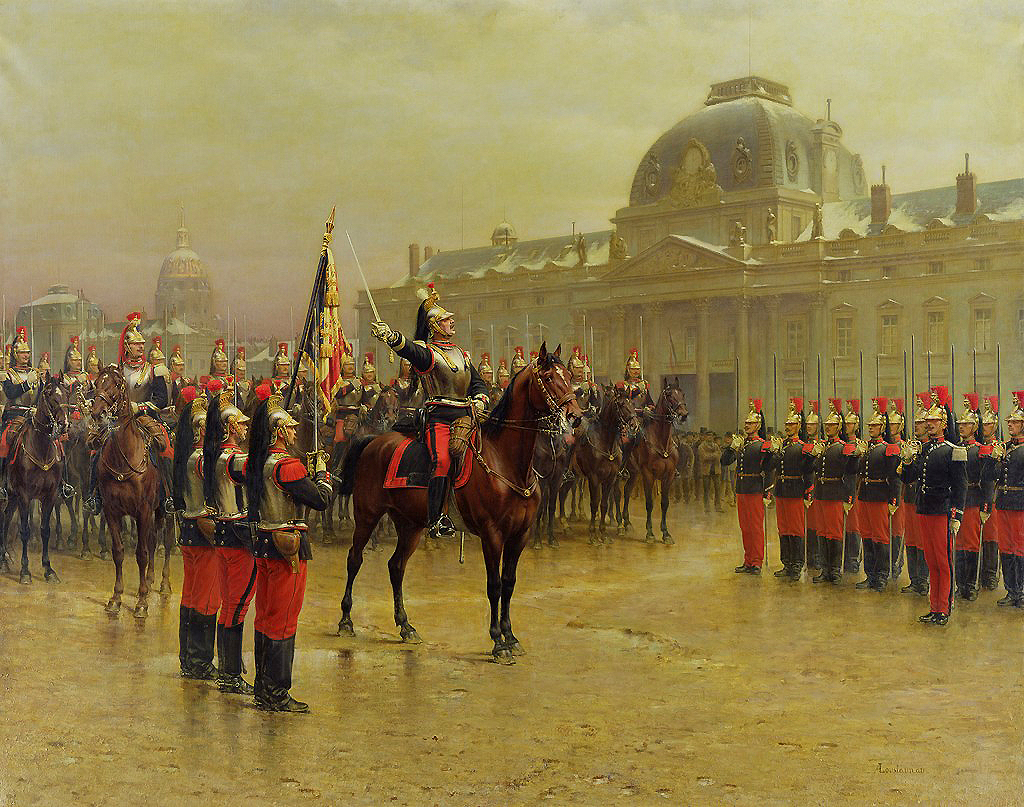
A francia 6. vértesezred (1887)
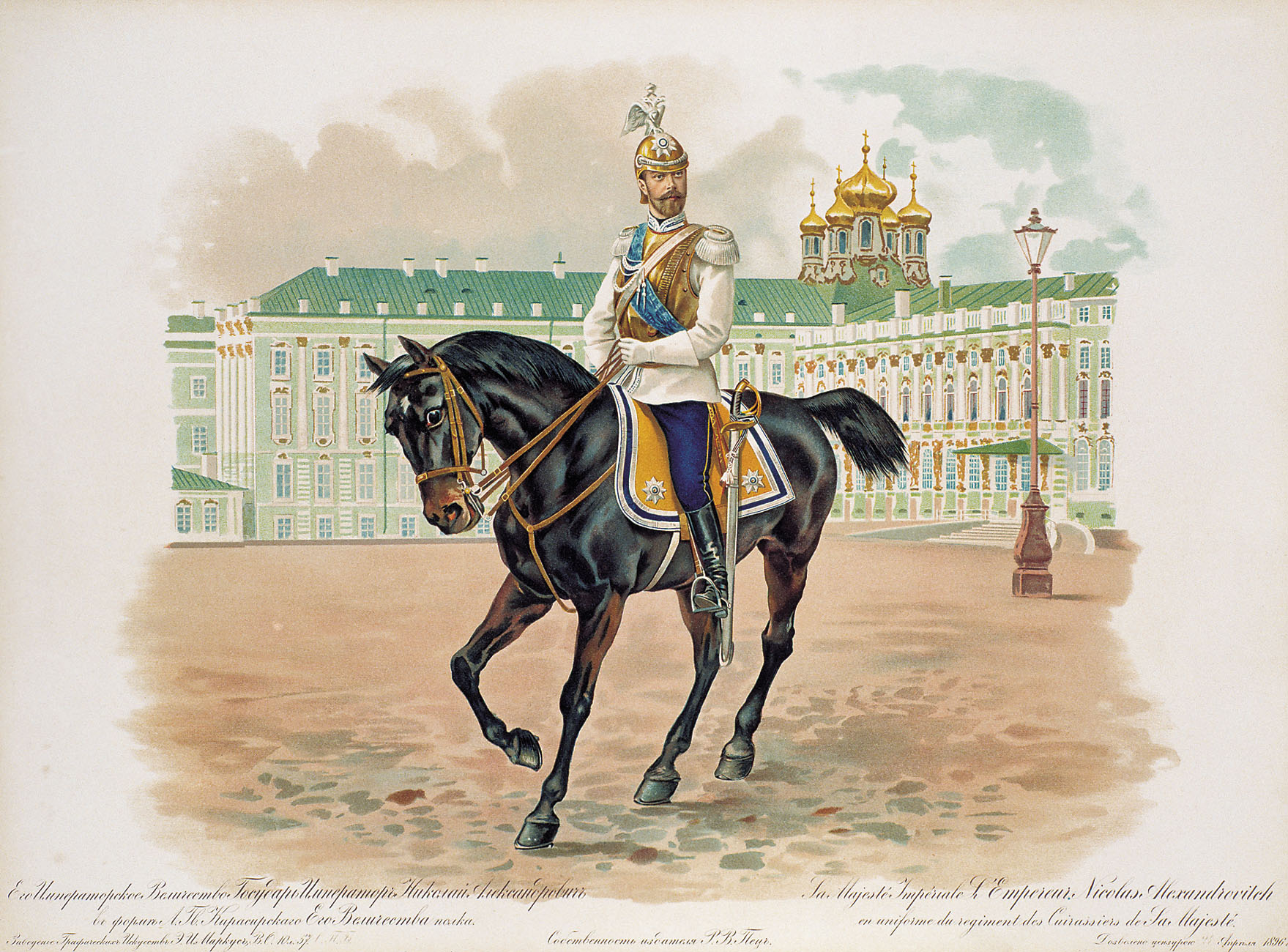
II. Miklós cár vértes testőrségi egyenruhában

## Vértesek a napóleoni háborúkban
A korabeli muskéta közelről átlőhette a mellvértet, de a távoli vagy rézsútos lövésektől, esetleg pisztolygolyóktól képes volt megvédeni viselőjét. Ezenkívül igen jó védelmet nyújtott az ellenséges lovasok szablyái és kopjái, vagy a gyalogosok szuronyai ellen. Nem lebecsülendő a lélektani hatás sem: viselője lelkesebben vetette magát a közelharcba, az ellenfelet pedig megfélemlítette. Lovasroham esetén többletsúlyával növelte a lendületet.
Az eredeti előírás szerint Napóleon kürasszírjainak mellvértje három közeli muskétalövést kellett volna, hogy kiálljon, ez a gyakorlatban azonban soha nem teljesült. Az előírást ezért később módosították, elég volt egyetlen, messziről leadott lövést hárítania. Bár a középkori vértekhez képest jelentős előrelépést jelentett, a mellvért így eléggé nehéz volt és meleg időben különösen kényelmetlen volt viselni. 

## A francia-porosz háború
Az utolsó fegyveres konfliktus, amelyben a vértesek hagyományos szerepkörükben jelentős eredményt értek el, az 1870-71-es francia-porosz háború volt. A háború kezdetén a franciáknak tizenegy ezredük volt, ezek azonban a waterlooi csata óta nem vettek részt tényleges ütközetben. A 6. és 9. ezred ugyan szolgált a krími háborúban, de nem konfrontálódott az ellenséggel. Parancsnokaik nagyon várták, hogy a tíz porosz vértesezred ellen bebizonyíthassák fegyvernemük fontosságát. Froeschwillernél és Rezonvillenél több rohamot intéztek a poroszok ellen, ám a gyalogság és az ágyúk tüze megtizedelte őket és alig értek el eredményt.

## 20. század

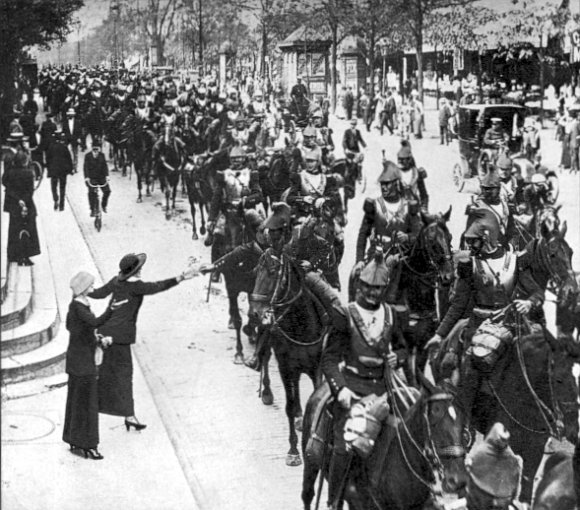
Francia cuirassier-ek indulnak a frontra 1914 augusztusában

1914-ben a német hadsereg kötelékébe még mindig tíz vértesezred tartozott (beleértve a testőrség gárdaezredét; a franciák 12, az oroszok 4 ezredet tartottak meg. Ausztria-Magyarország már az 1860-as években felszámolta vasas lovasságát. A német és orosz lovasok ekkor már csak a díszegyenruha részeként viseltek mellvértet, de a franciák még mindig hordtak vászonborítással ellátott cuirasst. Az első világháború kitörése után az első csaták tapasztalatai alapján a vérteket félretették, bár hivatalosan csak 1915 októberében vonták ki őket az egyenruhakellékek közül. Rajtuk kívül a 20. század elején a spanyol Escolta Real testőrezred, az argentin elnöki testőrség és az olasz corazzieri-k egyenruhájához tartozott hozzá a mellvért.
A német és orosz vértesezredeket a császári és cári hadseregek felszámolásakor 1918-ban, illetve 1917-ben szüntették meg. A francia hadsereg továbbra is fenntartott hat cuirassier-ezredet (bár terepen már nem hordták a páncéljukat); a 30-as években ezeket az elsők között gépesítették. Egy ezred (a 12e Régiment de Cuirassiers) a mai napig a francia fegyveres erők része
Olaszországban egy vértesezred van, amely a köztársasági elnök díszőrségét adja és a csendőrség, a karabélyosok (carabinierik) kötelékébe tartozik.
Spanyolországban a királyi testőrség (Escuadrón de Escolta Real) egy hagyományos vértesszázad.
A brit Household Cavalry díszegyenruhájához hozzátartozik a mellvért, bár hivatalosan soha nem nevezték őket vérteseknek.
A chilei és az argentin hadsereg egy-egy páncélosezredének megnevezésében még mindig szerepel a vértes (Coraceros) szó.

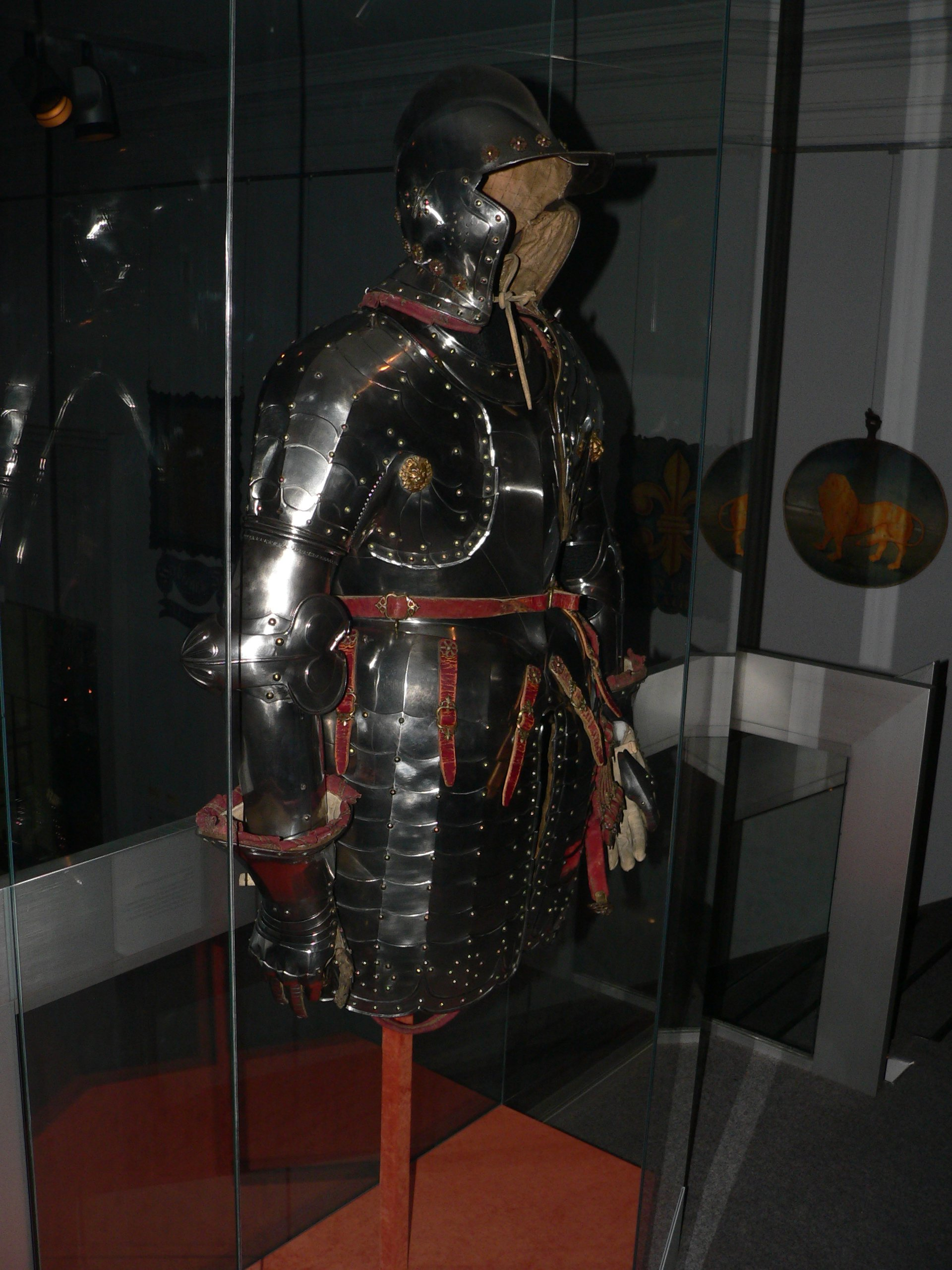
16. századi lovasvért
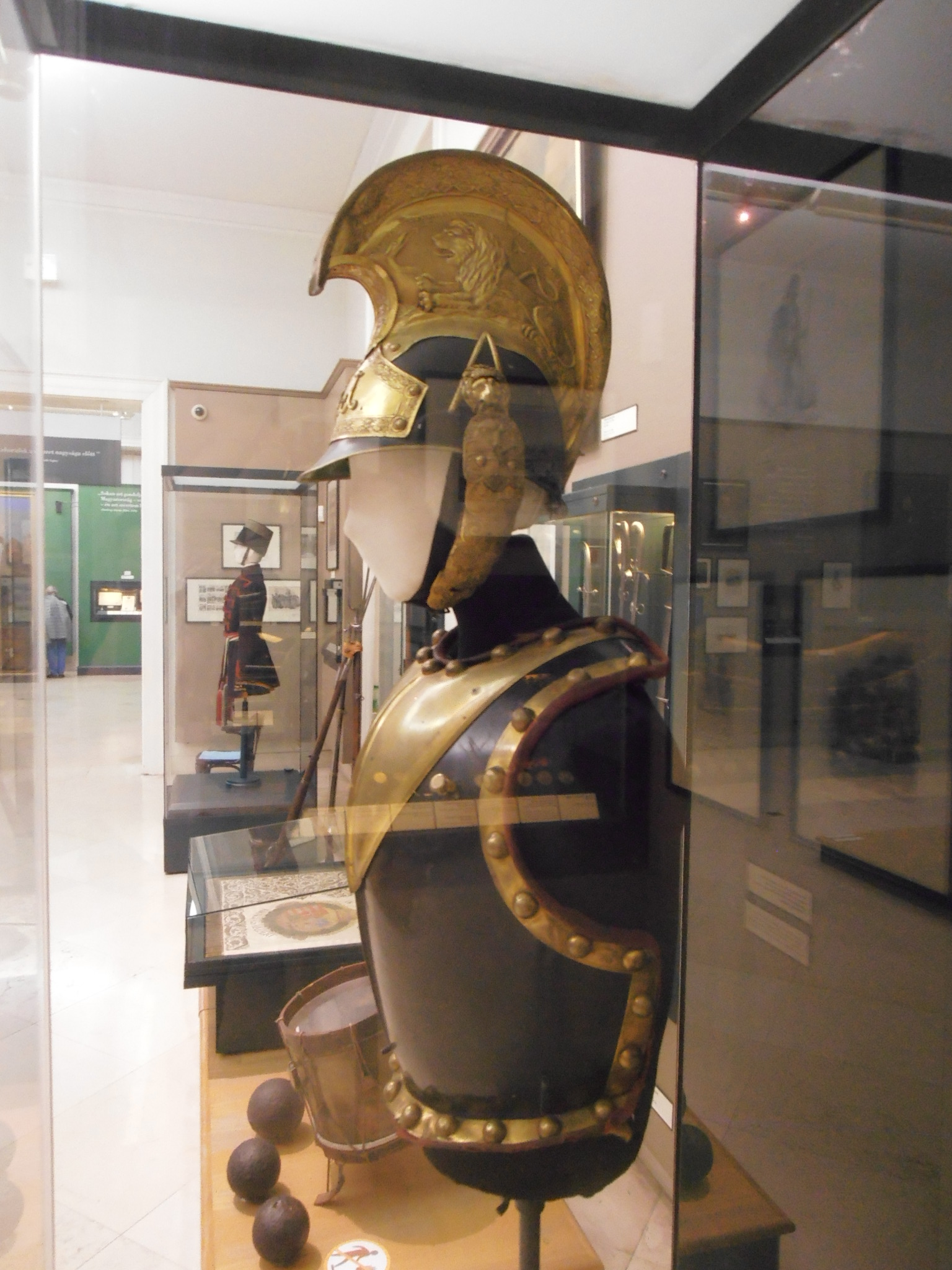
Osztrák vértestiszt felszerelése az 1848-as forradalom idején (Magyar Nemzeti Múzeum)
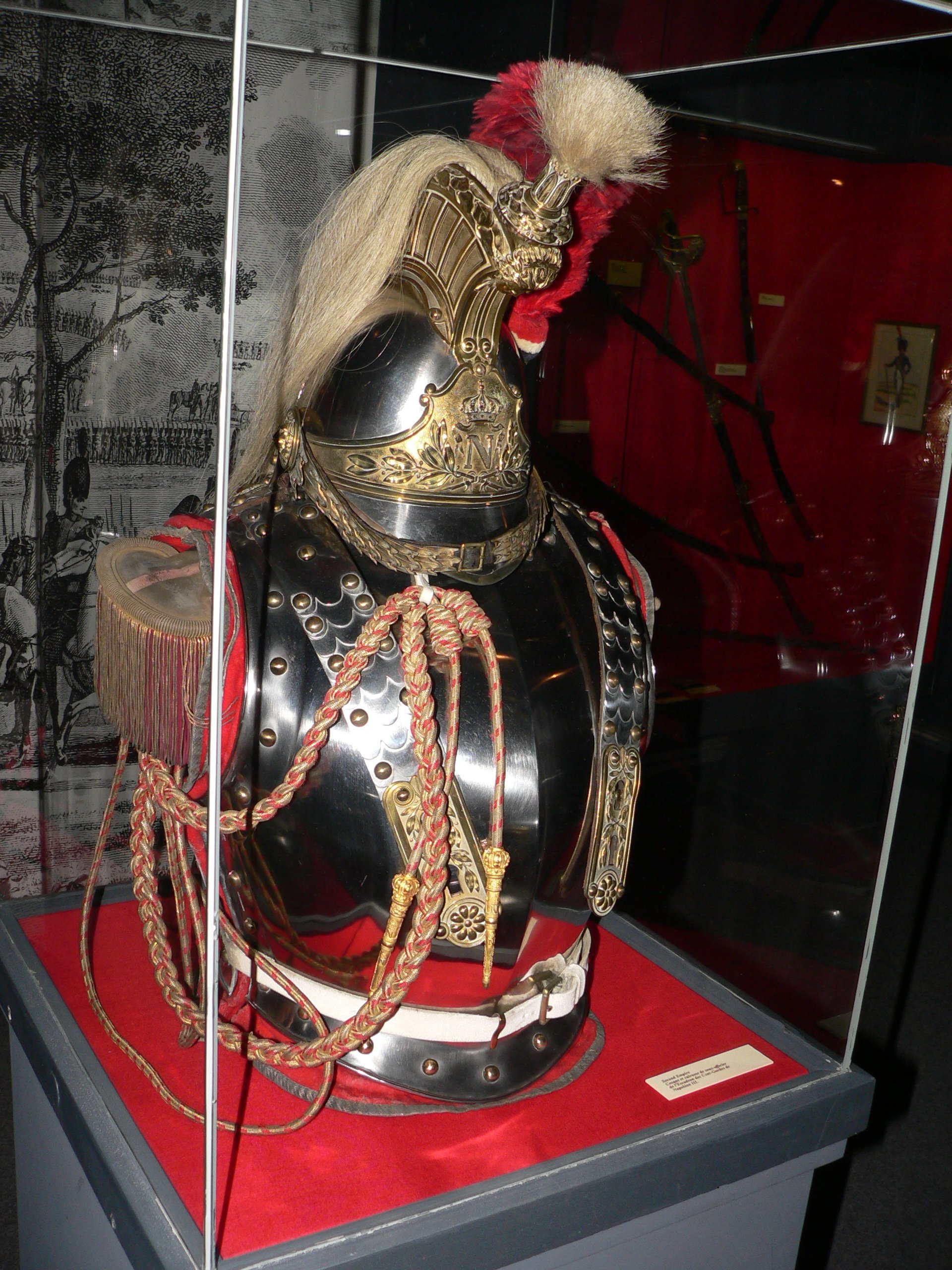
III. Napóleon császár elit testőrlovasszázadának (L'Escadron des Cent-gardes) mellvértje és sisakja
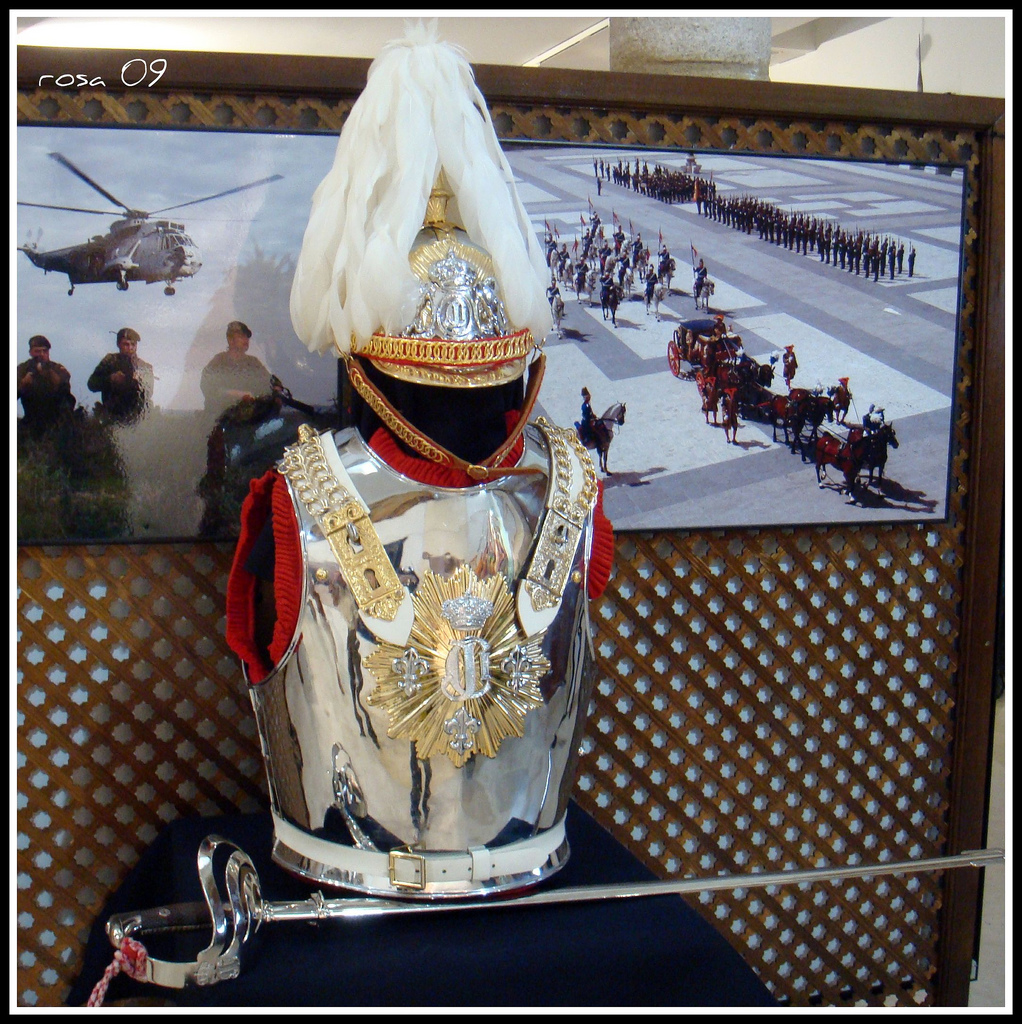
A spanyol királyi testőrlovasszázad (Escuadrón de Escolta Real) mellvértje és sisakja

## Fordítás
- Ez a szócikk részben vagy egészben  a   Cuirassier című angol Wikipédia-szócikk ezen változatának fordításán alapul.  Az eredeti cikk szerkesztőit annak laptörténete sorolja fel. Ez a jelzés csupán a megfogalmazás eredetét és a szerzői jogokat jelzi, nem szolgál a cikkben szereplő információk forrásmegjelöléseként.